# Duolandrevus semialatus
Duolandrevus semialatus är en insektsart som beskrevs av Lucien Chopard 1930. Duolandrevus semialatus ingår i släktet Duolandrevus och familjen syrsor. Inga underarter finns listade i Catalogue of Life.